# 彼得·波斯别洛夫
彼得·尼古拉耶維奇·波斯别洛夫（1898年6月8日（20日）—1979年4月22日），是苏联共产党中央委员会书记处书记、马克思、恩格斯、列宁研究院院长，负责《真理报》、《布尔什维克》的编辑，他是赫鲁晓夫的主要支持者之一，因为他的影响苏联文学界形成“波斯佩洛夫学派”，对社会产生重大影响。

## 著作
- 《文学原理》
- 《论美和艺术》